# エスミー・デンターズ

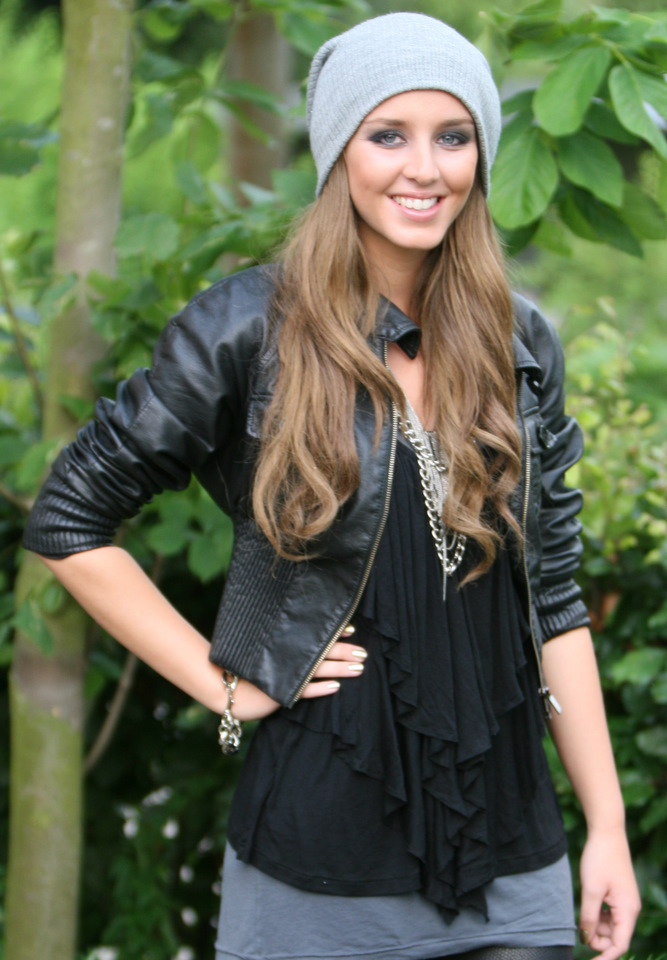
エスミー・デンターズ

エスミー・デンターズ(Esmée Denters、1988年9月28日 - )はオランダ出身、アメリカ合衆国などで活躍する歌手。

## 略歴
2006年8月からYouTubeにポップソングのカバーを歌い、アップロードすることで有名になる。2007年6月には、18歳にしてジャスティン・ティンバーレイクとインタースコープ・レコードの共同ベンチャーであるテンマン・レコードと最初に契約したシンガーとなる。彼女はYouTubeからアマチュアシンガーがメジャーに進出する最初の人物となる。ジャスティンとの出会いはインターネットを通じてではなく、エスミーがジャスティンのショウに出席したことからはじまった。

## エピソードなど
彼女はオランダで生まれたのだが、歌のキャリアはこのYouTubeに動画を投稿することから始まっている。ソーシャルワーカーになるために勉強していた2006年、姉妹に借りたウェブカメラで自身のパワーあふれる歌をネットを通して全世界に影響させていくことになる。
YouTubeの彼女のアップロードした歌(ジャスティンのWhat goes around...のカバーWhat goes around comes around - YouTube)は、960万回もアクセスがあり(2007年9月18日現在)、その人気度をうかがい知ることができる(2007年9月30日にアクセス回数が1000万回を突破)。また同じ動画のコメント数、お気に入り追加数も群を抜いている。
2007年には所属するレコード会社から、ジャスティンの2007年ヨーロッパツアーに同行させることが発表された。